# 2012年梅竹賽
民國101年（2012年）壬辰梅竹賽為第四十四屆國立清華大學與國立交通大學之間的梅竹賽，於該年3月2日至3月4日舉行。本屆賽事由國立清華大學主辦，國立交通大學協辦，賽事口號為「壬定勝天，辰敗梅竹」。由於雙方對清大所招收的「大一不分系」學生是否具有參賽資格認定不一，本屆賽事為全面不計點的友誼賽與表演賽，無頒發總錦標。

## 賽事結果

### 友誼賽
| 項目 | 比賽日期                   | 勝隊 | 備註                 |
| ---- | -------------------------- | ---- | -------------------- |
| 桌球 | 2012年3月2日               | 清大 | 裁定清大勝           |
| 羽球 | 2012年3月2日               | 清大 | 3：1，清大勝         |
| 網球 | 2012年3月3日               |      | 停賽                 |
| 棋藝 | 2012年3月3日               | 交大 | 四勝一敗一和，交大勝 |
| 橋藝 | 2012年3月3日－2012年3月4日 | 清大 | 68：47，清大勝       |
| 男籃 | 2012年3月3日               | 清大 | 85：73，清大勝       |
| 女籃 | 2012年3月3日               |      | 停賽                 |
| 棒球 | 2012年3月4日               | 清大 | 15：14，清大勝       |
| 男排 | 2012年3月4日               | 交大 | 3：1，交大勝         |
| 女排 | 2012年3月4日               |      | 停賽                 |

### 表演賽
| 項目 | 比賽日期     | 勝隊 | 備註                         |
| ---- | ------------ | ---- | ---------------------------- |
| 田徑 | 2012年3月2日 | 交大 | 7分47秒24：7分51秒93，交大勝 |
| 劍道 | 2012年3月2日 | 交大 | 6：4，交大勝                 |
| 女羽 | 2012年3月2日 |      | 停賽                         |
| 女網 | 2012年3月3日 | 交大 | 2：1，交大勝                 |
| 辯論 | 2012年3月4日 | 交大 | 2：1，交大勝                 |

## 會外賽

### RC語音盃梅竹電競爭霸
由清大梅工、交大梅後主辦的壬辰梅竹賽外賽，RC語音冠名贊助，比賽項目有反恐精英、跑跑卡丁车及英雄联盟，於2月29日梅竹賽前進行總決賽，由清大得勝。

## 爭議
清大不分系有採計術科（體育/美術/音樂）招生，在比賽前一年至該年梅竹籌備期間兩校原已達成共識，入學採計體育加分者一律視同梅竹賽體育績優生，不同於一般生並簽署正式決議書於辛卯梅竹賽後諮議會記錄。壬辰梅竹賽第二天網球正式賽時，清大片面宣布清大不分系體育組不算梅竹賽體育績優生，但交大方認為應遵從前一年簽署的協議，若有爭議也應該在籌備期間進行討論修改。兩校在選手資格上無共識，最終由諮議會裁定壬辰梅竹全面友誼賽與表演賽（不記點、不設總錦標）。
交大、清大學生會聞訊後，在臉書發動「交清一心．還我梅竹」連署活動抗議，要求復賽，有超過一千名連署，但最終未能改變全面友誼賽與表演賽的決議。